# Kelly Brown
Kelly David Robert Brown (Edimburgo, 8 de junio de 1982) es un exjugador británico de rugby que se desempeñaba como flanker o número 8. Fue capitán de la selección de rugby de Escocia.

## Carrera internacional
Brown debutó con la selección escocesa el 5 de junio de 2005 en un partido contra Rumanía donde logró un try. Brown estuvo en la selección escocesa de la Copa Mundial de Rugby 2007, donde tuvo cinco apariciones (cuatro como sustituto), y logró un try en el partido de la fase de grupos contra Portugal.
Resultó lesionado en el Torneo de las Seis Naciones 2011 jugando contra Inglaterra en Twickenham Stadium, donde tuvo que ser sacado en camilla después de una larga pausa en el juego.
El 30 de octubre de 2012 se anunció que, después de una larga lesión que lo tuvo fuera del Seis Naciones, Brown regresaría para capitanear a Escocia para su 50.º partido en el primer test de otoño de 2012 contra Nueva Zelanda.
En el Seis Naciones de 2013 estuvo entre los mejores placadores, con 69 placajes. Salió como titular en los cinco partidos, si bien en dos de ellos fue sustituido por Denton: en el segundo partido, contra Italia en el minuto 71 y en la tercera jornada, contra Irlanda entre los minutos 46 y 51.